# Кирје
Кирје (фр. Cuirieux) насеље је и општина у североисточној Француској у региону Пикардија, у департману Ен (Пикардија) која припада префектури Лаон.
По подацима из 2011. године у општини је живело 161 становника, а густина насељености је износила 24,92 становника/km². Општина се простире на површини од 6,46 km². Налази се на средњој надморској висини од 83 метара (максималној 121 m, а минималној 74 m).

## Демографија
| 1962. | 1968. | 1975. | 1982. | 1990. | 1999. | 2011. |
| ----- | ----- | ----- | ----- | ----- | ----- | ----- |
| 125   | 147   | 119   | 131   | 142   | 143   | 161   |

График промене броја становника у току последњих година